# Vineri (revistă)
Vineri a fost un supliment literar lunar al revistei Dilema, apărut din 1997 ca Supliment de post(tranziție), avându-l ca redactor pe Ion Manolescu.